# Letovi smrti
Letovi smrti (španjolski: vuelos de la muerte, arapskiرحلات الموت, francuski:vols de mort) bili su oblik prisilnog nestanka rutinski prakticiranoga tijekom argentinskog "prljavog rata", koje je započeo admiral Luis Maria Mendía. Žrtve letova smrti bile su prvo drogirane do tromosti, ukrcane nepokretne u zrakoplov ili helikopter, skinute do gola i bacane u Rio de la Platu ili Atlantski ocean gdje bi se utopile. Izvansudska ubojstva slična argentinskim letovima smrti, događala su se tijekom Bitke za Alžir 1957. i drugih sukoba. 

## Letovi smrti tijekom prljavog rata u Argentini
Prema svjedočenju Adolfa Scilinga, osuđenog u Španjolskoj za zločine protiv čovječnosti pod doktrinom univerzalne nadležnosti godine 2005., bilo je 180-200 smrti letovi u godinama 1977. i 1978. Scilingo je priznao da je sudjelovao u dvama takvim letovima, u kojima je stradalo 13 tj. 17 ljudi.
Kao dodatna izopačenost, žrtve su ponekad potaknute da plešu od radosti u slavljenju slobode za koju im je rečeno ih očekuje. U ranijem intervjuu, godine 1996., Scilingo je rekao, "Njima je svirana glazba uživo i plesali su od radosti, jer su trebali biti prebačeni na jug. [...] Nakon toga, rečeno im je da se moraju cijepiti zbog prijevoza te im je ubrizgavan pentotal. Ubrzo nakon toga, postali su jako pospani, a tada smo ih ukrcali na kamione i krenuli na uzletište. "
Scilingo kaže da argentinska mornarica "još uvijek skriva ono što se dogodilo za vrijeme prljavog rata". U svibnju 2010, Španjolska je izručila u Argentinu pilota Julio Alberta Pocha. Pocha, koji je rođen 1952, uhićen je u Valenciji, Španjolska, 23. rujna 2009., te je bio tražen u Argentini zbog   navodnog sudjelovanja kao pilot u letovima smrti. U prosincu 2010. argentinski sudac je odbacio sve optužbe protiv Pocha zbog nedostatka dokaza i naložio njegovo puštanje tijekom daljnje istrage. U studenom 2011. istražni sudac je optužio Pocha zbog njegove uloge u nestanku 41 ljudi, i naredio mu zadržavanje bez jamčevine.

## Korištenje u drugim sukobima

### Alžir
Letovi smrti su korišteni tijekom alžirskog rata od strane francuskih padobranaca iz 10. padobranske divizije pod Jacquesom Massuom tijekom bitke za Alžir. Nakon što je otkriveno da su leševi ponekad izranjali na površinu, krvnici su počeli vezivati ih i dodavati betonske blokove na noge svojih žrtava. Ove žrtve postale su poznate kao "Bigeardovi škampi" ("crevettes Bigeard"), po jednom od od zapovjednika padobranaca, Marcelu Bigeardu.

### Malgaški ustanak
Tijekom malgaškog ustanka godine 1947, u Mananjary ubijeno je stotine Madagaskaraca među kojima 18 žena i skupina zatvorenika bačena iz zrakoplova.